# 時間外労働
時間外労働（じかんがいろうどう）とは、労働基準法等において、法定労働時間を超える労働のことをいう。同じ意味の言葉に、残業（ざんぎょう）、超過勤務（ちょうかきんむ）、超勤（ちょうきん）がある。
平成31年4月の改正法施行により、内容及び手続きが大幅に改められた。時間外労働の上限について、「労働基準法第三十六条第一項の協定で定める労働時間の延長の限度等に関する基準」（平成10年労働省告示第154号。以下「限度基準告示」という。）に基づく指導ではなく、これまで上限無く時間外労働が可能となっていた臨時的な特別の事情がある場合として労使が合意した場合であっても、上回ることのできない上限を法律に規定し、これを罰則により担保するものである（平成30年9月7日基発0907第1号）。
- 以下労働基準法は条数のみ記す。

## 可能なケース
日本の法令において、時間外労働が許されるのは以下の3つのうちのいずれかに当てはまる場合に限られる。
- 災害その他避けることができない事由によって、臨時の必要がある場合において、使用者が行政官庁（所轄労働基準監督署長）の許可を受けて、その必要の限度において労働させる場合（事態急迫の場合は、事後に届け出る）（第33条1項）。
- 官公署の事業（一部の事業を除く）に従事する国家公務員及び地方公務員が、公務のために臨時の必要がある場合（第33条3項）。
- 第36条に基づき、労使協定を書面で締結し、これを行政官庁に届け出た場合（時間外・休日労働協定。いわゆる三六協定（さぶろくきょうてい）。

労働者の自発的な時間外労働は、使用者の指示・命令によってなされたものとはいえないので、労働基準法上の時間外労働とは認められない（東京地判昭和58年8月5日）。ただし、使用者の指示した仕事が客観的にみて正規の時間内ではなされえないと認められる場合のように、超過勤務の黙示の指示によって法定労働時間を超えた場合には時間外労働となる（昭和25年9月14日基収2983号）。
終業後の研修の参加も、会社から命じられたり、昇進に関わり事実上断れない場合は、時間外労働となり、残業代支払いの対象になる。
いわゆる「管理監督者」等の第41条該当者については、第33条、第36条等の時間外労働に関する規定は適用されないので、これらの手続きによることなく時間外労働をさせることができ、当該時間外労働に対する割増賃金の支払いも必要ない。

### 災害等の場合
「災害その他避けることができない事由」とは、災害発生が客観的に予見される場合をも含む（昭和33年2月13日基発90号）。ILO第1号条約の第3条（現に災害あり若は其の虞ある場合）にそのまま対応する。
具体的な判断は個別の事情によるが、第33条1項は、災害、緊急、不可抗力その他客観的に避けることのできない場合の規定であるからその臨時の必要の限度において厳格に運用すべきものであって、その許可又は事後の承認は、概ね次の基準によって取り扱うこと（令和元年6月7日基発0607第1号）。
1. 単なる業務の繁忙その他これに準ずる経営上の必要は認めないこと。
2. 地震、津波、風水害、雪害、爆発、火災等の災害への対応（差し迫った恐れがある場合における事前の対応を含む。）、急病への対応その他の人命又は公益を保護するための必要は認めること。例えば、災害その他避けることのできない事由により被害を受けた電気、ガス、水道等のライフラインや安全な道路交通の早期復旧のための対応、大規模なリコール対応は含まれること。
「雪害」については、道路交通の確保等人命又は公益を保護するために除雪作業を行う臨時の必要がある場合が該当すること。具体的には、例えば、安全で円滑な道路交通の確保ができないことにより通常の社会生活の停滞を招くおそれがあり、国や地方公共団体等からの要請やあらかじめ定められた条件を満たした場合に除雪を行うこととした契約等に基づき除雪作業を行う場合や、人命への危険がある場合に住宅等の除雪を行う場合のほか、降雪により交通等の社会生活への重大な影響が予測される状況において、予防的に対応する場合も含まれるものであること。「ライフライン」には、電話回線やインターネット回線等の通信手段が含まれること（令和元年6月7日基監発0607第1号）。
3. 事業の運営を不可能ならしめるような突発的な機械・設備の故障の修理、保安やシステム障害の復旧は認めるが、通常予見される部分的な修理、定期的な保安は認めないこと。例えば、サーバへの攻撃によるシステムダウンへの対応は含まれること。
4. 上記2.及び3.の基準については、他の事業場からの協力要請に応じる場合においても、人命又は公益の確保のために協力要請に応じる場合や協力要請に応じないことで事業運営が不可能となる場合には、認めること。

許可の対象には、災害その他避けることのできない事由に直接対応する場合に加えて、当該事由に対応するに当たり、必要不可欠に付随する業務を行う場合が含まれること。具体的には、例えば、事業場の総務部門において、当該事由に対応する労働者の利用に供するための食事や寝具の準備をする場合や、当該事由の対応のために必要な事業場の体制の構築に対応する場合等が含まれること。1.〜4.はあくまでも例示であり、限定列挙ではなく、これら以外の事案についても「災害その他避けることのできない事由によつて、臨時の必要がある場合」となることもあり得ること。例えば、4.においては、「他の事業場からの協力要請に応じる場合」について規定しているところであるが、これは、国や地方公共団体からの要請が含まれないことを意味するものではない。そのため、例えば、災害発生時において、国の依頼を受けて避難所避難者へ物資を緊急輸送する業務は対象となるものであること（令和元年6月7日基監発0607第1号）。
第33条1項による事後届出があった場合において、行政官庁がその労働時間の延長又は休日の労働を不適当と認めるときは、その後にその時間に相当する休憩又は休日を与えるべきことを、命ずることができる（第33条2項）。この場合、休業手当を支払う必要はない（昭和23年6月16日基収1935号）。なお、派遣労働者については、事前許可・事後届出を行う義務を負うのは、派遣先の使用者である（昭和61年6月6日基発333号）。
三六協定による時間外労働時間を、災害等の事由によりさらに延長しても差支えない（昭和23年7月27日基収2622号）。

### 官公署の事業に従事する国家公務員及び地方公務員について公務のための場合
第33条第3項は、労働基準法の適用がある一部の国家公務員及び地方公務員についてのみの条文である。
「公務のために臨時の必要がある」か否かについての認定は、一応使用者たる行政官庁に委ねられており、広く公務のための臨時の必要を含むものである（昭和23年9月20日基収3352号）。
災害等の場合と異なり、事前許可・事後届出は不要である。また非現業官公署においては三六協定は不要である（昭和23年7月5日基収1685号）。

### 三六協定（サブロクきょうてい）
第36条は時間外・休日労働を無制限に認める趣旨ではなく、時間外・休日労働は本来臨時的なものとして必要最小限にとどめられるべきものであり、第36条は労使がこのことを十分意識したうえで三六協定を締結することを期待しているものである（昭和63年3月14日基発150号）。法改正を受けて、日本労働組合総連合会（連合）は三六協定の適切な締結を唱えるプロジェクト"Action!36"をスタートさせ、平成31年より3月6日を「36（サブロク）の日」として日本記念日協会に記念日登録をした。
三六協定には、以下の事項を定めなければならない（第36条2項）。平成31年4月の改正法施行により、それまで施行規則で定めていた事項を法本則で定めることとなった。
1. 三六協定により労働時間を延長し、又は休日に労働させることができることとされる労働者の範囲
三六協定の対象となる「業務の種類」及び「労働者数」を協定するものであること（平成30年9月7日基発0907第1号）。
2. 対象期間（三六協定により労働時間を延長し、又は休日に労働させることができる期間をいい、1年間に限るものとする。以下同じ）
三六協定において、1年間の上限を適用する期間を協定するものであること。なお、事業が完了し、又は業務が終了するまでの期間が1年未満である場合においても、三六協定の対象期間は1年間とする必要があること（平成30年9月7日基発0907第1号）。
3. 労働時間を延長し、又は休日に労働させることができる場合
時間外労働又は休日労働をさせる必要のある具体的事由について協定するものであること（平成30年9月7日基発0907第1号）。
4. 対象期間における1日、1か月及び1年のそれぞれの期間について労働時間を延長して労働させることができる時間又は労働させることができる休日の日数
改正前の三六協定は、「1日」及び「1日を超える一定の期間」についての延長時間が必要的協定事項とされていたが、今般、第36条4項において、1か月について45時間及び1年について360時間（対象期間が3か月を超える1年単位の変形労働時間制により労働させる場合は1か月について42時間及び1年について320時間）の原則的上限が法定された趣旨を踏まえ、改正後の三六協定においては「1日」、「1か月」及び「1年」のそれぞれの期間について労働時間を延長して労働させることができる時間又は労働させることができる休日の日数について定めるものとしたものであること（平成30年9月7日基発0907第1号）。1日、1か月及び1年に加えて、これ以外の期間について延長時間を定めることも可能である。この場合において、当該期間に係る延長時間を超えて労働させた場合は、第32条違反となる（平成30年12月28日基発1228第15号）。
5. 労働時間の延長及び休日の労働を適正なものとするために必要な事項として厚生労働省令で定める事項（施行規則第17条1項、2項）
  - 三六協定の有効期間の定め（労働協約による場合を除く）
対象期間が1年間に限られることから、有効期間は最も短い場合でも原則として1年間となる。また、三六協定について定期的に見直しを行う必要があると考えられることから、有効期間は1年間とすることが望ましい。なお、三六協定において1年間を超える有効期間を定めた場合の対象期間は、当該有効期間の範囲内において、当該三六協定で定める対象期間の起算日から1年ごとに区分した各期間となる（平成30年12月28日基発1228第15号）。
有効期間の定めのない協定は形式的に瑕疵がある協定と解され、労働基準監督署は受理しない取り扱いとなっている。なお労働協約による場合は労働組合法の適用を受けるので、必ずしも有効期間の定めをする必要はない（昭和29年6月29日基発355号）。
  - 第36条2項4号の規定に基づき定める1年について労働時間を延長して労働させることができる時間の起算日
三六協定において定めた、1年について労働時間を延長して労働させることができる時間を適用する期間の起算日を明確にするものであること（平成30年9月7日基発0907第1号）。時間外労働の上限規制の実効性を確保する観点から、1年についての限度時間及び月数は厳格に適用すべきものであり、対象期間の途中で三六協定を破棄・再締結し、対象期間の起算日を当初の三六協定から変更する対象期間の起算日を変更することは原則として認められない（平成30年12月28日基発1228第15号）。
  - 第36条6項2号及び3号に定める要件を満たすこと。
三六協定で定めるところにより時間外・休日労働を行わせる場合であっても、第36条6項2号及び3号に規定する時間を超えて労働させることはできないものであり、三六協定においても、この規定を遵守することを協定するものであること。これを受け、様式第9号及び第9号の2にチェックボックスを設け、当該チェックボックスにチェックがない場合には、当該三六協定は法定要件を欠くものとして無効となるものであること（平成30年9月7日基発0907第1号）。
  - 限度時間を超えて労働させることができる場合
三六協定に特別条項を設ける場合において、限度時間を超えて労働させることができる具体的事由について協定するものであること（平成30年9月7日基発0907第1号）。
  - 限度時間を超えて労働させる労働者に対する健康及び福祉を確保するための措置
過重労働による健康障害の防止を図る観点から、三六協定に特別条項を設ける場合においては、限度時間を超えて労働させる労働者に対する健康及び福祉を確保するための措置（以下「健康福祉確保措置」という。）を協定することとしたものであること。なお、健康福祉確保措置として講ずることが望ましい措置の内容については、指針第8条に規定していること。使用者は、健康福祉確保措置の実施状況に関する記録を当該三六協定の有効期間中及び当該有効期間の満了後3年間保存しなければならないものであること（平成30年9月7日基発0907第1号）。
  - 限度時間を超えた労働に係る割増賃金の率
三六協定に特別条項を設ける場合においては、限度時間を超える時間外労働に係る割増賃金率を1か月及び1年のそれぞれについて定めなければならないものであること。なお、限度時間を超える時間外労働に係る割増賃金率については、第89条2号の「賃金の決定、計算及び支払の方法」として就業規則に記載する必要があること（平成30年9月7日基発0907第1号）。
  - 限度時間を超えて労働させる場合における手続
限度基準告示第3条1項に規定する手続と同様のものであり、三六協定の締結当事者間の手続として、三六協定を締結する使用者及び労働組合又は労働者の過半数を代表する者（以下「労使当事者」という。）が合意した協議、通告その他の手続（以下「所定の手続」という。）を定めなければならないものであること。また、「手続」は、1か月ごとに限度時間を超えて労働させることができる具体的事由が生じたときに必ず行わなければならず、所定の手続を経ることなく、限度時間を超えて労働時間を延長した場合は、法違反となるものであること。なお、所定の手続がとられ、限度時間を超えて労働時間を延長する際には、その旨を届け出る必要はないが、労使当事者間においてとられた所定の手続の時期、内容、相手方等を書面等で明らかにしておく必要があること（平成30年9月7日基発0907第1号）。

三六協定は労使協定であるので、使用者と、その事業場の労働者の過半数で組織する労働組合（ない場合は事業場の労働者の過半数の代表者）とが時間外労働、休日労働について書面で締結しなければならない。また、労使協定は一般に締結した段階で効力が発生するものであるが、三六協定については行政官庁に届出なければ効力は発生しない。法定の協定項目について協定されている限り、労使が合意すれば任意の事項を付け加えることも可能である（昭和28年7月14日基収2843号）。
- 「過半数代表者」の要件については、労使協定#過半数代表を参照。

事業場に管理監督者しかいない場合は、割増賃金率の記載のみで足りる（管理監督者であっても深夜労働に対する割増賃金の支払いは必要なため）。
更新も可能であり、その旨の協定を届出ることで三六協定の届出に代えることができる（施行規則第17条2項）。協定に自動更新規定がある場合は、労使双方から異議の申し出がなかった旨の書面を届出れば足りる（昭和29年6月29日基発355号）。協定の更新拒否が業務の正常な運営を阻害する行為に該当する場合は、争議行為に該当する（昭和32年9月9日法制局一第22号）。
労使委員会が設置されている事業場（第38条の4第1項）においては、その委員会の5分の4以上の多数による決議によって、三六協定に規定する事項について決議が行われた場合において、これを行政官庁に届け出た場合は、当該決議は三六協定と同様の効果を持つ（第38条の4第5項）。
三六協定を締結していても、それだけでは監督官庁からの免罰効果しかなく、時間外労働をさせるには、就業規則や労働契約等に、所定労働時間を超えて働かせる旨の合理的な内容の記述があって初めて業務指揮の根拠となる（労働契約法第7条、最判平成3年11月28日）。さらに、三六協定を締結していない場合には、第33条第1項・第3項に該当する場合にのみ時間外労働が許される。こういった諸要件を具備した上で、指揮命令をうけた労働者が正当な事由なく時間外労働を拒否した場合、多くの企業の就業規則では当該労働者を懲戒に処する旨を規定している。なお派遣労働者を三六協定によって時間外・休日労働させるには、派遣元の事業場においてその旨の協定を締結しておかなければならない。
行政官庁への届出は、所定の様式（様式第9号）が用意されていて、届出時に必要事項を記入する。実際には様式第9号の労働組合又は労働者の過半数代表の欄に労働組合の押印や労働者自身に署名、又は記名押印させて、そのまま三六協定の書面としても使用することが多い。
なお、時間外労働が離職の日の属する月の前6月間において「いずれか連続する3か月で45時間」「いずれか1か月で100時間」又は「いずれか連続する2か月以上の期間の時間外労働を平均して1か月で80時間」を超える時間外労働が行われたことにより離職した労働者は、雇用保険における基本手当の受給において「特定受給資格者」（倒産・解雇等により離職した者）として扱われ、一般の受給資格者よりも所定給付日数が多くなる（雇用保険法第23条、雇用保険法施行規則第36条5号イ）。また特定受給資格者を発生させた事業主には、雇用保険法上の各種の雇い入れ関係の助成金が当分の間支給されなくなる。
厚生労働省「平成25年度労働時間等総合実態調査」によれば、三六協定を締結している事業場は、301人以上の事業場では96.1%であるのに対し、10人未満の事業場では46.8%となっていて、事業場規模が小さくなるほど締結率が低い傾向となっている。また延長時間は、限度基準上限（月45時間・年360時間）に集中化する傾向がある。また、特別条項付きの三六協定を締結している事業場は、301人以上の事業場では96.1%であるのに対し、10人未満の事業場では35.7%となっていて、事業場規模が小さくなるほど締結率が低い傾向となっている。また月80時間超の延長時間を定めている事業場は、301人以上の事業場では34.7%、10人未満の事業場でも21.5%となっている。月100時間超の延長時間を定めている事業場となると、301人以上の事業場では10.6%、10人未満の事業場でも5.5%となっている。概して、延長時間数は実労働時間数と比べても相当長めに設定されている。

#### 限度時間
| 日を超える期間            | 通常 | 1年単位の 変形労働時間制 （3か月を超える期間） |
| ------------------------- | ---- | ---------------------------------------------- |
| 1か月                     | 45   | 42                                             |
| 1年                       | 360  | 320                                            |
| ※適用除外・猶予業務を除く |      |                                                |

三六協定で「対象期間における1日、1か月及び1年のそれぞれの期間について労働時間を延長して労働させることができる時間」を定めるに当たっては、当該事業場の業務量、時間外労働の動向その他の事情を考慮して通常予見される時間外労働の範囲内において、限度時間を超えない時間に限るものとした。その時間数は、1か月について45時間及び1年について360時間（対象期間が3か月を超える1年単位の変形労働時間制により労働させる場合は、1か月について42時間及び1年について320時間）であること（第36条3項、4項、平成30年9月7日基発0907第1号）。これが原則的な時間外労働の上限となる。
これまで「限度基準告示」に定めてきた限度時間を、平成31年4月の改正法施行により、法本則に規定することとした。また「限度基準告示」では2か月、3か月の限度時間を定めていたが、改正法では1か月と1年のみ、限度時間として定めることとなった。三六協定で対象期間として定められた1年間の中に、対象期間が3か月を超える1年単位の変形労働時間制の対象期間が3か月を超えて含まれている場合には、限度時間は月42時間及び年320時間となる（平成30年12月28日基発1228第15号）。
これらの事項は、いずれも法律において定められた要件であり、これらの要件を満たしていない三六協定は全体として無効である（平成30年12月28日基発1228第15号）。

#### 限度時間の延長
三六協定においては、上記に掲げる事項のほか、当該事業場における通常予見することのできない業務量の大幅な増加等に伴い臨時的に限度時間を超えて労働させる必要がある場合において、1か月について労働時間を延長して労働させ、及び休日において労働させることができる時間並びに1年について労働時間を延長して労働させることができる時間を定めることができる。この場合において、1か月について労働時間を延長して労働させ、及び休日において労働させることができる時間については、三六協定に定めた時間を含め100時間未満の範囲内としなければならず、1年について労働時間を延長して労働させることができる時間については、三六協定に定めた時間を含め720時間を超えない範囲内としなければならないものであること。さらに、対象期間において労働時間を延長して労働させることができる時間が1か月について45時間（対象期間が3か月を超える1年単位の変形労働時間制により労働させる場合は42時間）を超えることができる月数を1年について6か月以内の範囲で定めなければならないものであること。（第36条5項、平成30年9月7日基発0907第1号）。これが例外的な時間外労働の上限となる。これまで「限度基準告示」に定めてきた特別条項を、平成31年4月の改正法施行により、厳格化したうえで法本則に規定することとした。また「限度基準告示」では2か月、3か月の限度時間を定めていたが、改正法では1か月と1年のみ、限度時間として定めることとなった。なお「100時間未満」については休日労働の時間を含めて判断するが、「720時間を超えない」については休日労働の時間を含めずに判断する。
「通常予見することのできない業務量の大幅な増加等に伴い臨時的に限度時間を超えて労働させる必要がある場合」とは、全体として1年の半分を超えない一定の限られた時期において一時的・突発的に業務量が増える状況等により限度時間を超えて労働させる必要がある場合をいうものであり、「通常予見することのできない業務量の増加」とは、こうした状況の一つの例として規定されたものである。その上で、具体的にどのような場合を協定するかについては、労使当事者が事業又は業務の態様等に即して自主的に協議し、可能な限り具体的に定める必要があること。なお、第33条の非常災害時等の時間外労働に該当する場合はこれに含まれないこと（平成30年12月28日基発1228第15号）。
これらの事項は、いずれも法律において定められた要件であり、これらの要件を満たしていない三六協定は全体として無効である（平成30年12月28日基発1228第15号）。
第36条4項に規定する限度時間及び5項に規定する1年についての延長時間の上限は、事業場における三六協定の内容を規制するものであり、特定の労働者が転勤した場合は通算されない（平成30年12月28日基発1228第15号）。

#### 適用除外・適用猶予
新たな技術、商品又は役務の研究開発に係る業務については、専門的、科学的な知識、技術を有する者が従事する新たな技術、商品又は役務の研究開発に係る業務の特殊性が存在する。このため、限度時間、三六協定に特別条項を設ける場合の要件、1か月について労働時間を延長して労働させ、及び休日において労働させた時間の上限についての規定は、当該業務については適用しない（第36条11項）。
- 「新たな技術、商品又は役務の研究開発に係る業務」とは、専門的、科学的な知識、技術を有する者が従事する新技術、新商品等の研究開発の業務をいい、既存の商品やサービスにとどまるものや、商品を専ら製造する業務などはここに含まれないこと（平成30年9月7日基発0907第1号、平成30年12月28日基発1228第15号）。
- 事業者は、「新たな技術、商品又は役務の研究開発に係る業務」に従事する労働者であって、その労働時間が労働者の健康の保持を考慮して厚生労働省令で定める時間（1週間当たり40時間を超えて労働した時間が月100時間）を超える者に対し、労働者からの申出の有無にかかわらず、医師による面接指導を行わなければならない（労働安全衛生法第66条の8の2）。

以下の事業・業務には、その性格から直ちに時間外労働の上限規制を適用することになじまないため、猶予措置を設けたものであること（第139〜142条、施行規則第69条、71条、平成30年9月7日基発0907第1号）。労働者派遣事業を営む事業主が、これらの事業又は業務に労働者を派遣する場合、派遣先の事業又は業務について適用されることとなり、派遣元の使用者においては、派遣先における事業・業務の内容を踏まえて三六協定を締結する必要がある（平成30年12月28日基発1228第15号）。
1. 工作物の建設等の事業
令和6年3月31日までの間、第36条3項〜5項まで及び6項（第2号及び第3号に係る部分に限る。）の規定は適用しないこととし、同年4月1日以降、当分の間、災害時における復旧及び復興の事業に限り、第36条6項（第2号及び第3号に係る部分に限る。）の規定は適用しないこととしたものであること。
2. 自動車の運転の業務
令和6年3月31日までの間、第36条3項〜5項まで及び6項（第2号及び第3号に係る部分に限る。）の規定は適用しないこととし、同年4月1日以降、当分の間、時間外労働の上限規制として1年について960時間以内の規制を適用することとしたものであること。
これについては別途、自動車運転者の労働時間等の改善のための基準により規制されている。
3. 医業に従事する医師
医師法に基づく応召義務等の特殊性を踏まえた対応が必要であることから、令和6年4月1日から時間外労働の上限規制を適用することとし、具体的な規制の在り方等については、現在、医療界の参加の下で有識者による検討を行っているものであること。
2024年からは、残業時間は月あたり月45時間未満（臨時では100時間未満）、勤務間インターバル9時間とする方針が示された[4]。
4. 鹿児島県及び沖縄県における砂糖を製造する事業
令和6年3月31日（同日及びその翌日を含む期間を定めている三六協定に関しては、当該協定に定める期間の初日から起算して1年を経過する日）までの間、三六協定に特別条項を設ける場合の1か月についての上限、1か月について労働時間を延長して労働させ、及び休日において労働させた時間の上限についての規定は適用されないものであること。また、規則第17条1項3〜7号までの規定は適用されないものであること。同年4月1日以降は、第36条の規定が全面的に適用されるものであること。

中小事業主（その資本金の額又は出資の総額が3億円（小売業又はサービス業を主たる事業とする事業主については5千万円、卸売業を主たる事業とする事業主については1億円）以下である事業主及びその常時使用する労働者の数が300人（小売業を主たる事業とする事業主については50人、卸売業又はサービス業を主たる事業とする事業主については100人）以下である事業主をいう。以下同じ。）の事業に係る三六協定（第139条2項に規定する事業、第140条2項に規定する業務、第141条4項に規定する者及び第142条に規定する事業に係るものを除く。）については、令和2年4月1日から改正法による第36条の規定を適用する（働き方改革を推進するための関係法律の整備に関する法律第3条）。
改正法の規定（第139条2項、第140条2項、第141条4項及び第142条の規定により読み替えて適用する場合を含む。）は、平成31年4月1日以後の期間のみを定めている三六協定について適用する。平成31年3月31日を含む期間を定めている三六協定については、当該協定に定める期間の初日から起算して1年を経過する日までの間については、なお従前の例によることとし、改正前の第36条、労働基準法施行規則及び限度基準告示等が適用される（働き方改革を推進するための関係法律の整備に関する法律第2条）。

## 三六協定に関する指針
厚生労働大臣は、労働時間の延長及び休日の労働を適正なものとするため、三六協定で定める労働時間の延長及び休日の労働について留意すべき事項、当該労働時間の延長に係る割増賃金の率その他の必要な事項について、労働者の健康、福祉、時間外労働の動向その他の事情を考慮して指針を定めることができる（第36条7項）。これに基づき、「労働基準法第三十六条第一項の協定で定める労働時間の延長及び休日の労働について留意すべき事項等に関する指針」が告示されている（平成30年9月7日厚生労働省告示323号）。労使とも、三六協定で労働時間の延長及び休日の労働を定めるに当たり、当該協定の内容がこの指針に適合したものとなるようにしなければならず（第36条8項）、行政官庁はこの指針に関し、三六協定をする使用者及び労働組合又は労働者の過半数を代表する者に対し、必要な助言及び指導を行うことができる（第36条9項）。この助言及び指導を行うに当たっては、労働者の健康が確保されるよう特に配慮しなければならない（第36条10項）。
指針は、三六協定で定める労働時間の延長及び休日の労働について留意すべき事項、当該労働時間の延長に係る割増賃金の率その他の必要な事項を定めることにより、労働時間の延長及び休日の労働を適正なものとすることを目的とする（指針第1条、平成30年9月7日基発0907第1号）。指針は、時間外・休日労働を適正なものとするために留意すべき事項等を定めたものであり、法定要件を満たしているが、指針に適合しない三六協定は直ちには無効とはならない。なお、指針に適合しない三六協定は、第36条9項の規定に基づく助言及び指導の対象となるものである（平成30年12月28日基発1228第15号）。
- 労働時間の延長及び休日の労働は必要最小限にとどめられるべきであり、また、労働時間の延長は原則として限度時間を超えないものとされていることから、三六協定をする労使当事者は、これらに十分留意した上で三六協定をするように努めなければならない（指針第2条）。
- 使用者は、三六協定において定めた範囲内で時間外・休日労働を行わせた場合であっても、労働契約法第5条に基づく安全配慮義務を負うことに留意しなければならない（指針第3条1項）。また、使用者は、平成13年12月12日付け基発第1063号「脳血管疾患及び虚血性心疾患等（負傷に起因するものを除く。）の認定基準について」において、1週間当たり40時間を超えて労働した時間が1か月においておおむね45時間を超えて長くなるほど、業務と脳・心臓疾患の発症との関連性が徐々に強まると評価できるとされていること、発症前1か月間におおむね 100時間又は発症前2か月間から6か月間までにおいて1か月当たりおおむね80時間を超える場合には業務と脳・心臓疾患の発症との関連性が強いと評価できるとされていることに留意しなければならない（指針第3条2項）。
- 労使当事者は、三六協定において労働時間を延長し、又は休日に労働させることができる業務の種類について定めるに当たっては、業務の区分を細分化することにより当該業務の範囲を明確にしなければならない（指針第4条）。これは、業務の区分を細分化することにより当該業務の種類ごとの時間外労働時間をきめ細かに協定するものとしたものであり、労使当事者は、三六協定の締結に当たり各事業場における業務の実態に即し、業務の種類を具体的に区分しなければならないものであること（平成30年9月7日基発0907第1号）。
- 労使当事者は、三六協定において限度時間を超えて労働させることができる場合を定めるに当たっては、当該事業場における通常予見することのできない業務量の大幅な増加等に伴い臨時的に限度時間を超えて労働させる必要がある場合をできる限り具体的に定めなければならず、「業務の都合上必要な場合」、「業務上やむを得ない場合」など恒常的な長時間労働を招くおそれがあるものを定めることは認められないことに留意しなければならない（指針第5条1項）。労使当事者は、特別条項において1か月の時間外・休日労働時間数及び1年の時間外労働時間数を協定するに当たっては、労働時間の延長は原則として限度時間を超えないものとされていることに十分留意し、当該時間を限度時間にできる限り近づけるように努めなければならない（指針第5条2項）。
- 労使当事者は、三六協定に特別条項を設ける場合において、健康福祉確保措置を協定するに当たっては、次に掲げるもののうちから協定することが望ましいことに留意しなければならない（指針第8条）。
  1. 労働時間が一定時間を超えた労働者に医師による面接指導を実施すること。
  2. 第37条4項に規定する時刻の間において労働させる回数を1か月について一定回数以内とすること。
    - 所定労働時間内の深夜業の回数制限も含まれるものである。なお、交替制勤務など所定労働時間に深夜業を含んでいる場合には、事業場の実情に合わせ、その他の健康確保措置を講ずることが考えられる（平成30年12月28日基発1228第15号）。

  3. 終業から始業までに一定時間以上の継続した休息時間を確保すること。
    - 「休息時間」は、使用者の拘束を受けない時間をいうものであるが、限度時間を超えて労働させる労働者に対する健康及び福祉を確保するための措置として望ましい内容を規定しているものであり、休息時間の時間数を含め、その具体的な取扱いについては、労働者の健康及び福祉を確保するため、各事業場の業務の実態等を踏まえて、必要な内容を労使間で協定すべきものである（平成30年12月28日基発1228第15号）。

  4. 労働者の勤務状況及びその健康状態に応じて、代償休日又は特別な休暇を付与すること。
  5. 労働者の勤務状況及びその健康状態に応じて、健康診断を実施すること。
  6. 年次有給休暇についてまとまった日数連続して取得することを含めてその取得を促進すること。
  7. 心とからだの健康問題についての相談窓口を設置すること。
  8. 労働者の勤務状況及びその健康状態に配慮し、必要な場合には適切な部署に配置転換をすること。
  9. 必要に応じて、産業医等による助言・指導を受け、又は労働者に産業医等による保健指導を受けさせること。

## 時間外労働の制限
三六協定を締結した場合であっても、実際の時間外・休日労働は、以下の要件を満たすものとしなければならない。
- 坑内労働等厚生労働省令で定める健康上特に有害な業務について、1日について労働時間を延長して労働させた時間が2時間を超えないこと（第36条6項1号）。「健康上特に有害な業務」とは、以下の業務のことである（施行規則第18条）。有害業務とその他の労働が同一日において行われる場合、有害業務の時間の延長が1日当たり2時間を超えなければ、その他の労働で2時間を超えたとしても、所定の手続きをとる限り適法である（昭和41年9月19日基発997号）。
  - なお、常時500人を超える労働者を使用する事業場で、坑内労働又はこれらの有害な業務に常時30人以上の労働者を従事させる事業場においては、複数選任すべき衛生管理者のうち少なくとも1人は衛生管理者の業務に専任する者を置かなければならない（労働安全衛生規則第7条1項5号）。さらに、坑内労働および◆の業務においては、複数の衛生管理者のうち少なくとも1人は衛生工学衛生管理者免許を持つ者の中から選任しなければならない（労働安全衛生規則第7条1項6号）。

1. ◆多量の高熱物体を取り扱う業務及び著しく暑熱な場所における業務
2. 多量の低温物体を取り扱う業務及び著しく寒冷な場所における業務
3. ◆ラジウム放射線、エックス線その他の有害放射線にさらされる業務
4. ◆土石、獣毛等のじんあい又は粉末を著しく飛散する場所における業務
5. ◆異常気圧下における業務
6. 削岩機、鋲打機等の使用によって身体に著しい振動を与える業務
7. 重量物の取扱い等重激なる業務
8. ボイラー製造等強烈な騒音を発する場所における業務
9. ◆鉛、水銀、クロム、砒素、黄リン、弗素、塩素、塩酸、硝酸、亜硫酸、硫酸、一酸化炭素、二硫化炭素、青酸、ベンゼン、アニリン、その他これに準ずる有害物の粉じん、蒸気又はガスを発散する場所における業務
10. 前各号のほか、厚生労働大臣の指定する業務

- 1か月について労働時間を延長して労働させ、及び休日において労働させた時間が100時間未満であること（いわゆる「単月100時間未満要件」、第36条6項2号）。
- 対象期間の初日から1か月ごとに区分した各期間に当該各期間の直前の1か月、2か月、3か月、4か月及び5か月の期間を加えたそれぞれの期間における労働時間を延長して労働させ、及び休日において労働させた時間の1か月当たりの平均時間が80時間を超えないこと（いわゆる「複数月平均80時間以内要件」、第36条6項3号）。
  - 「要件」を満たしている場合であっても、連続する月の月末・月初に集中して時間外労働を行わせるなど、短期間に長時間の時間外労働を行わせることは望ましくないものであること。なお、労働者が、自社、副業・兼業先の両方で雇用されている場合には、その使用者が当該労働者の他社での労働時間も適正に把握する責務を有しており、「要件」については、第38条に基づき通算した労働時間により判断する必要があること。その際、労働基準法における労働時間等の規定の適用等については、平成30年1月31日付け基発0131第2号「「副業・兼業の促進に関するガイドライン」の周知等について」の別添1「副業・兼業の促進に関するガイドライン」を参考とすること（平成30年9月7日基発0907第1号）。第36条6項2号及び3号の時間数の上限は、労働者個人の実労働時間を規制するものであり、特定の労働者が転勤した場合は第38条1項の規定により通算して適用される（平成30年12月28日基発1228第15号）。
- 満18歳未満の年少者には三六協定は適用されないため、協定による時間外労働は認められていない（第60条）。災害等・公務の場合においては年少者であっても時間外労働をさせることができる（昭和23年7月5日基収1685号、昭和63年3月14日基発150号）。ただし、公務の場合においては、年少者に深夜業をさせることはできないので、午後10時（厚生労働大臣が必要と認める地域・期間においては午後11時）を超えて時間外労働をさせることはできない（第61条2項・4項）。年少者が管理監督者等の第41条該当者である場合（後述）は時間外労働・休日労働をさせることができる（災害等の場合を除き深夜業は不可）。
- 妊産婦が請求した場合は、災害等・公務・三六協定いずれの場合においても時間外労働をさせることはできない（第66条）。妊産婦が第41条該当者である場合は時間外労働・休日労働をさせることができる（深夜業は不可）。またフレックスタイム制を採用する場合は、妊産婦が請求した場合であっても、1日又は1週間の法定労働時間を超える労働が認められる。
- 3歳に満たない子を養育する労働者（日々雇用される者を除く）が当該子を養育するために請求した場合、事業主は、事業の正常な運営を妨げる場合を除き、所定労働時間を超えて労働させてはならない（育児介護休業法第16条の8）。ただし、事業主は、労使協定に定めることにより以下の労働者については請求を認めないことができる。
  - 当該事業主に引き続き雇用された期間が1年に満たない労働者
  - 1週間の所定労働日数が2日以下の労働者
- 小学校就学の始期に達するまでの子を養育、又は要介護状態にある対象家族を介護する労働者（日々雇用される者を除く）であって以下のいずれにも該当しないものが当該子の養育又は当該対象家族を介護するために請求したときは、事業の正常な運営を妨げる場合を除き、制限時間（月24時間、年150時間）を超えて三六協定による時間外労働をさせてはならない（育児介護休業法第17条、18条）。この請求は、開始予定日および終了予定日を明らかにして開始予定日の1月前までにしなければならない。
  - 当該事業主に引き続き雇用された期間が1年に満たない労働者
  - 1週間の所定労働日数が2日以下の労働者
- 労働者が上記育児介護休業法による請求をし、又はこれらの所定労働時間超労働・時間外労働をしなかったことを理由として、事業主は当該労働者に対して解雇その他不利益な取扱いをしてはならない（育児介護休業法第16条の9、18条の2）。

1947年（昭和22年）の労働基準法施行時は、女性労働者について、1日について2時間、1週間について6時間、1年について150時間を超える時間外労働を禁止していた（施行当時の第61条）。その後1952年（昭和27年）の改正において「決算のための書類の作成、計算」「棚卸し」の業務については時間外労働の制限を「2週間について12時間」と変更し、さらに男女雇用機会均等法の制定による労働基準法の改正で「1日2時間」の枠が撤廃、一定の指揮命令者・専門業務従事者については、時間外労働、休日労働の制限をすべて解除した。そして1999年の改正で満18歳以上の女性はすべて時間外労働の制限が解除された。代わってこのときに育児介護休業法に、育児・介護を行う者についての時間外労働の制限規定が制定された。

## 罰則
第36条6項の規定に違反した者は、6か月以下の懲役または30万円以下の罰金に処せられる（第119条）。

## 法定労働時間内の時間外労働
就業規則、労働協約で定められた各事業所の労働時間（法定労働時間を超えない所定労働時間）を超えて行われる時間外労働は、法定労働時間を超える時間外労働と一致しないことがあり、そのうち法定労働時間の枠内で行われる時間外労働については三六協定を必要とせず（昭和23年4月28日基収1497号）、また、割増賃金の支払いも義務付けられていない（昭和22年12月15日基発501号、昭和63年3月14日基発150号）。しかし、日において超えていなくても、週において、あるいは、変形労働時間制にあっては変形期間において、法定労働時間を超過していないか、確認する必要がある。割増義務のない所定時間外労働における賃金の支払い根拠は労働協約・就業規則他に定めるところによる（昭和23年11月4日基発1592号）。
労働者が遅刻をした場合に、その時間だけ通常の終業時刻を繰り下げて労働させる場合には、時間外労働は発生しない（昭和29年12月1日基収6143号）。また交通機関のストライキ等のために始終業時刻を繰上げ・繰下げすることは、実働8時間の範囲内であれば時間外労働の問題は生じない（昭和26年10月11日基発696号、昭和63年3月14日基発150号）。またこれらの場合に割増賃金の支給も不要である。

## 休日労働との兼ね合い
| 休日                                                          | 休日                                                          | 労働日                                                                        | 労働日                                       | 労働日                                                 |
| ------------------------------------------------------------- | ------------------------------------------------------------- | ----------------------------------------------------------------------------- | -------------------------------------------- | ------------------------------------------------------ |
| 就業規則・労働契約等の定めにより 当初から労務提供義務のない日 | 就業規則・労働契約等の定めにより 当初から労務提供義務のない日 | 労働者が雇用契約に 従い労務に服する日                                         | 労働者が雇用契約に 従い労務に服する日        | 労働者が雇用契約に 従い労務に服する日                  |
| 所定休日（広義）                                              | 所定休日（広義）                                              |                                                                               | 代休                                         | 休暇                                                   |
| 法定休日                                                      | 法定外休日 所定休日（狭義）                                   | 休日労働の後に その代替として労働日の中から 日を指定して 労働者を休ませること | 労働日の中から 日を指定して 労働者が休むこと |                                                        |
| 原則:毎週1回（週休制） 例外:4週4日（変形休日制）              | 法定以上に 付与される休日                                     | 休日労働の後に その代替として労働日の中から 日を指定して 労働者を休ませること | 労働日の中から 日を指定して 労働者が休むこと |                                                        |
| 0時から24時までの 労働に対し休日 割増賃金の対象               | 法定労働時間を超えた 部分が時間外割増 賃金の支払い対象        | 法定労働時間を超えた 部分が時間外割増 賃金の支払い対象                        | 有給か無給（賃金控除） かは就業規則による    | 年次有給休暇は有給 （算出方法は就業規則 の定めによる） |

所定休日のうち、週1回または4週4日（変形週休制）の法定休日における労働時間は時間外労働に含まれず休日割増賃金の対象となる。法定以上に付与する法定外休日における労働時間は、休日割増賃金相当の額が支払われても休日労働とはならず、法定労働時間内か時間外労働にあたるかの判断の対象となる。ただし、4週4日の休日制度を採用していれば、休日出勤を4週で4日までは法定休日出勤として時間外労働から除外することができる。
法定休日が就業規則等に特定されていなくとも、所定休日労働における3割5分増し以上の賃金を払うとした対象日のうち、週の最後の1回または4週の最後の4日をもって法定休日と定めたものとして扱われる（平成6年1月4日労働省基発第1号）。

## 医師による面接指導等
事業者は、月80時間超の時間外労働により疲労の蓄積が認められる労働者（算定期日前1月以内に面接指導を受けた労働者その他面接指導の必要がないと医師が認めた者を除く）に対し、当該労働者の申出により、医師による面接指導を行わなければならない（労働安全衛生法第66条の8）。事業者は面接指導が行われた後、遅滞なく（おおむね1月以内。緊急に就業上の措置を講ずべき必要がある場合には可能な限り速やかに）当該医師から意見を聴かなければならない。事業者は、医師の意見を勘案し、その必要があると認めるときは、当該労働者の実情を考慮して、就業場所の変更、作業の転換、労働時間の短縮、深夜業の回数の減少等の措置を講ずるほか、当該医師の意見の衛生委員会若しくは安全衛生委員会又は労働時間等設定改善委員会への報告その他の適切な措置を講じなければならない。
労働災害の認定にあたってはその基準が時間外労働の時間数で例示されていて、過労死を引き起こす脳・心臓疾患の場合、発症前1か月に100時間を超える時間外労働、あるいは直近の2〜6か月間の平均で80時間を超える時間外労働をしている場合には、その業務と発症の関連性が強いと判断され、労働基準監督署が業務災害を認定する可能性が高くなる（平成22年5月7日基発0507第3号）。うつ病などの精神障害の場合、発症前2か月間につき120時間以上、あるいは発症前3か月間に月100時間以上の時間外労働がある場合、強い心理的負荷（ストレス）があったと判断され、やはり労働基準監督署が業務災害を認定する可能性が高くなる（平成23年12月26日基発1226第1号）。

## 立入調査等
労働基準監督官による臨検（強制立入調査、第101条以下）が行われた場合、三六協定が未締結であったり、三六協定に定める限度時間を超えて時間外労働をさせている、三六協定の労働者代表の選任方法が妥当ではない等の事実が認められると、36条違反を是正するよう指導される。世間の求めに応じ、近年監督実施件数は増加傾向にある。原則として臨検を拒否することは出来ず、監督官の臨検を拒んだり、妨げたり、尋問に答えなかったり、虚偽の陳述をしたり、帳簿・書類（法定帳簿・書類のみならず、第109条でいう「その他労働関係に関する重要な書類」を含み、使用者が自ら始業・終業時刻を記録したもの、タイムカード、ICカード、パソコンの使用時間の記録等の客観的な記録も含まれる（平成29年1月20日策定労働時間の適正な把握のために使用者が講ずべき措置に関するガイドライン））を提出しなかったり、虚偽の帳簿・書類を提出した場合は、30万円以下の罰金に処せられる（第120条）。

## 割増賃金
労働基準法における労働時間に関する規定の多くは、その長さに関する規制について定めている（ことぶき事件、最判平成21年12月28日）。使用者が労働時間を延長した場合、通常の労働時間（休日労働の場合は、労働日）の賃金の、時間外労働については2割5分以上、休日労働については3割5分以上の割増賃金を支払わなければならない（第37条1項、平成12年6月7日政令第309号）。第33条・第36条に定める手続を取らずに時間外・休日労働をさせたとしても、割増賃金の支払い義務は生じる（昭和63年3月14日基発150号）。第37条は強行規定であるので、割増賃金を支払わない旨の労使合意は無効である（昭和24年1月10日基収68号）。
また、使用者が午後10時から午前5時まで（厚生労働大臣が必要であると認める場合においては、その定める地域または期間については午後11時から午前6時まで）の間に労働させた場合においては、通常の労働時間における賃金の計算額の2割5分以上（時間外労働が深夜に及ぶ場合は5割以上、休日労働が深夜に及ぶ場合は6割以上）の率で計算した割増賃金を支払わなければならない（第37条第3項、労働基準法施行規則第20条）。なお、休日労働とされる日に時間外労働という考えはなく、休日労働が深夜に及ばない限り、何時間労働しても休日労働としての割増賃金を支払えばよい（昭和22年11月21日基発366号、昭和33年2月13日基発90号）。
時間外労働が継続して翌日の所定労働時間に及んだ場合、たとえ暦日を異にする場合であっても一勤務として取り扱い、その勤務は始業時刻の属する日の「1日」の労働とされる。したがって、時間外労働の割増賃金は、翌日の所定労働時間の始期までの超過時間に対して支払えばよい（昭和26年2月26日基収3406号）。一方、翌日が法定休日であった場合は、翌日の午前0時以降の部分は休日労働としての割増賃金を支払わなければならない（昭和23年11月9日基収2968号）。どちらの場合においても、深夜時間帯については、深夜労働に対する割増賃金を合わせて支払わなければならない。
1か月における時間外労働、休日労働及び深夜業の各々の時間数の合計に1時間未満の端数がある場合に、30分未満の端数を切り捨て、それ以上を1時間に切り上げることとすることは、事務を簡便にするという考えから第24条・第37条違反として取扱わない。また1時間当たりの賃金額及び割増賃金額に円未満の端数が生じた場合や、1か月における時間外労働、休日労働、深夜業の各々の割増賃金の総額に1円未満の端数が生じた場合、50銭未満の端数を切り捨て、それ以上を1円に切り上げることも同様に第24条・第37条違反とはしない（昭和63年3月14日基発第150号）。

### 年俸制による時間外労働
年俸制の場合でも同法では時間外労働をした場合には年俸とは別に時間外手当を支給しなければならないことになっている。しかし、あらかじめ時間外の割増賃金を年俸に含めて支給することもできる（例：1か月に45時間の時間外労働を含めて年俸制で支給する）。実際に時間外労働が発生しなくても支払われるこの制度を「固定残業制」などと呼び、割増賃金を「みなし残業手当」などと呼ぶこともある。この場合でも、その決定明記した時間外労働時数を超えて時間外労働をした場合については、毎月払いの原則があるため、その差額をその月の給与に加算して支払わなければならない。

## 国際労働機関
国際労働機関1号条約（工業的企業に於ける労働時間を1日8時間かつ1週48時間に制限する条約、日本は未批准）では、例外規定はあるが「家内労働者を除いた工業におけるすべての労働者の労働時間は1日8時間、1週48時間を超えてはならない」と決められている。なお労使合意もしくは政府認可がある場合、一日8時間に満たない日の残り時間を、一日8時間を超える日の超過時間と相殺することが可能（第2条(b)）。

## 残業文化・弊害
日本など残業文化のある国では、労働時間が長い人こそが評価される。これは過労死にも繋がる。日本では長時間労働による過労死などの問題で、残業非推奨もしくが残業させない企業が増えているものの、ホワイト企業でさえも、ある種の「残業文化」があるため、与えられた仕事を早く終わらせられる「有能な定時帰宅な人」よりも、意図的にダラダラ残業や付き合い残業している人の方が評価される矛盾が起きている。
労働者が、成果よりも労働時間の長さが評価されるため発生する「ダラダラ残業」、仕事が終わっても周囲を気にして帰れない「付き合い残業」、企業が上記のような理由で発生する、多額の残業代予算確保のために基本給の賃上げを抑えるために、一部の労働者がする悪循環になっている「生活残業」 が蔓延している。 その結果として、日本はG7の中で非製造業での最低の労働生産性となっている。

## 海外

### 米国
公正労働基準法に規定。exempt対象者でない限り、週40時間を超える労働に対しては、1.5倍の割増賃金を払う義務がある（2009年）。16歳以上の従業員である場合、残業可能時間に上限はない。

### ドイツ
ドイツでは時間外労働を後の勤務時間へ振り分ける制度があり、自動車産業のように繁忙期と閑散期の差が大きい業種においてバッファとして使われている。

### ハンガリー
2018年、ハンガリーは、時間外労働の上限時間を年間250時間から400時間に引き上げることなどを柱とする改正労働法を成立させた。2010年代の欧州において時間外労働の制限を大きく緩和させることは稀であるが、ハンガリー政府は、労働力不足対策や長時間勤務を希望する労働者にも恩恵をもたらすとしたほか、アーデル・ヤーノシュ大統領は、欧州連合加盟国の残業に関する法律に類似しており、労働者の権利は弱められていないと主張した。

### 中国
2023年の北京市高級人民法院（裁判所）の活動報告で、退社後にSNSを利用して仕事をする隐形加班の問題が指摘された。北京市の人民法院は、これらの問題に対して残業であると指摘し残業代として3万元を支払うよう命令した。